# 트랜스아비아 프랑스
트랜스아비아 프랑스(영어: Transavia France)는 프랑스의 저비용 항공사로 총 30개 노선을 취항하고 있다. 본사는 프랑스 파리 오를리 공항에 위치해 있다. 또한 사용하고 있는 허브 공항으로 파리 오를리 공항, 낭트 아틀랑티크 공항, 마르세유 프로방스 공항, 생텍쥐페리 국제공항이 있으며 계열사는 에어프랑스-KLM이 있다.

## 역사
항공사는 2006년 11월에 설립되어 2007년 2월에 CEO가 들어온데 이어 같은 해 5월에 최초로 취항하기 시작했다.

## 보유 기종
- 2020년 11월 기준으로 트랜스아비아닷컴 프랑스는 다음과 같이 보유하고 있으며 평균 기령은 7.3년이다.[1][2][3]

## 사진

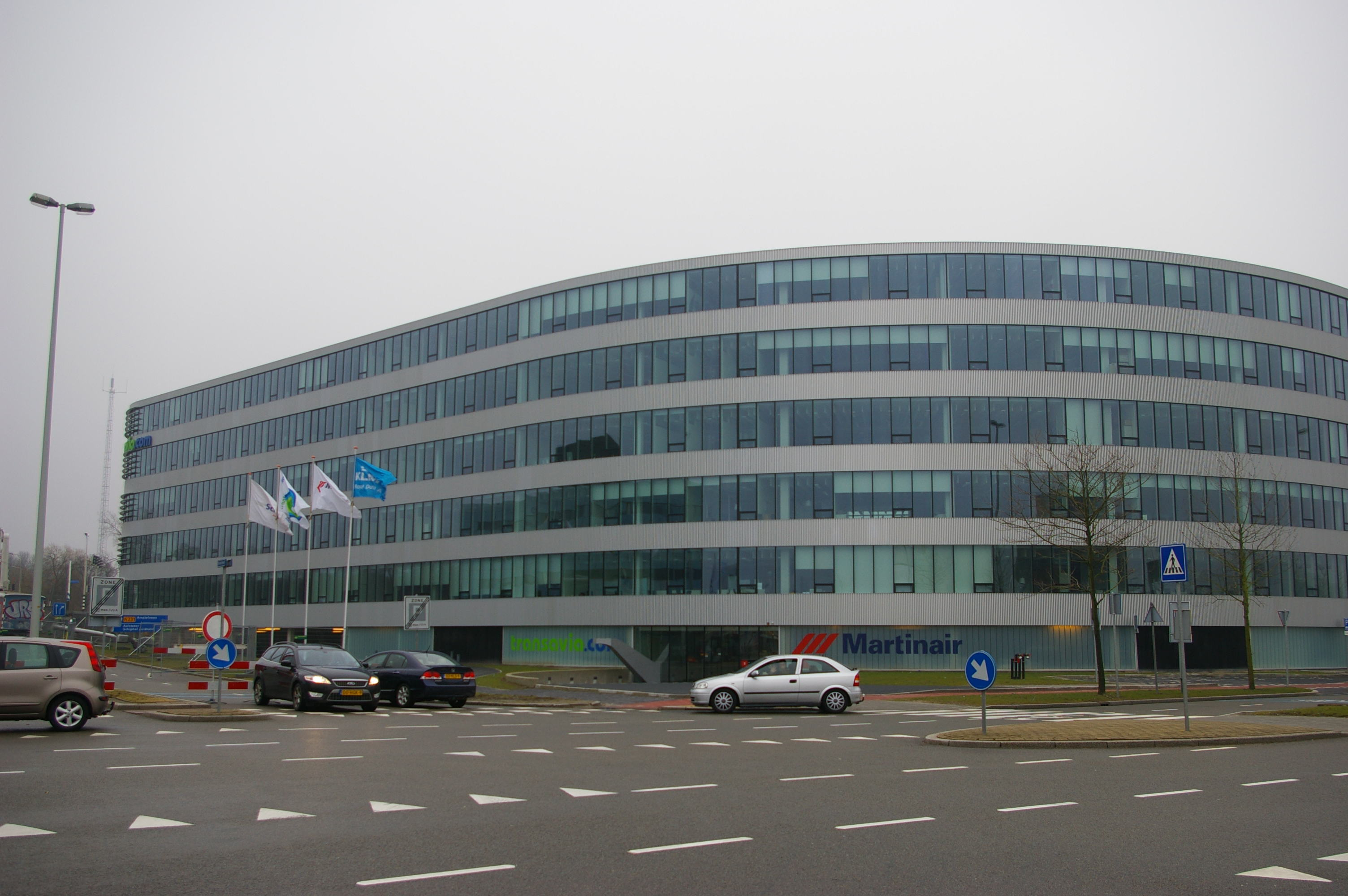
마르틴 에어와 트랜스아비아닷컴의 본사 전경
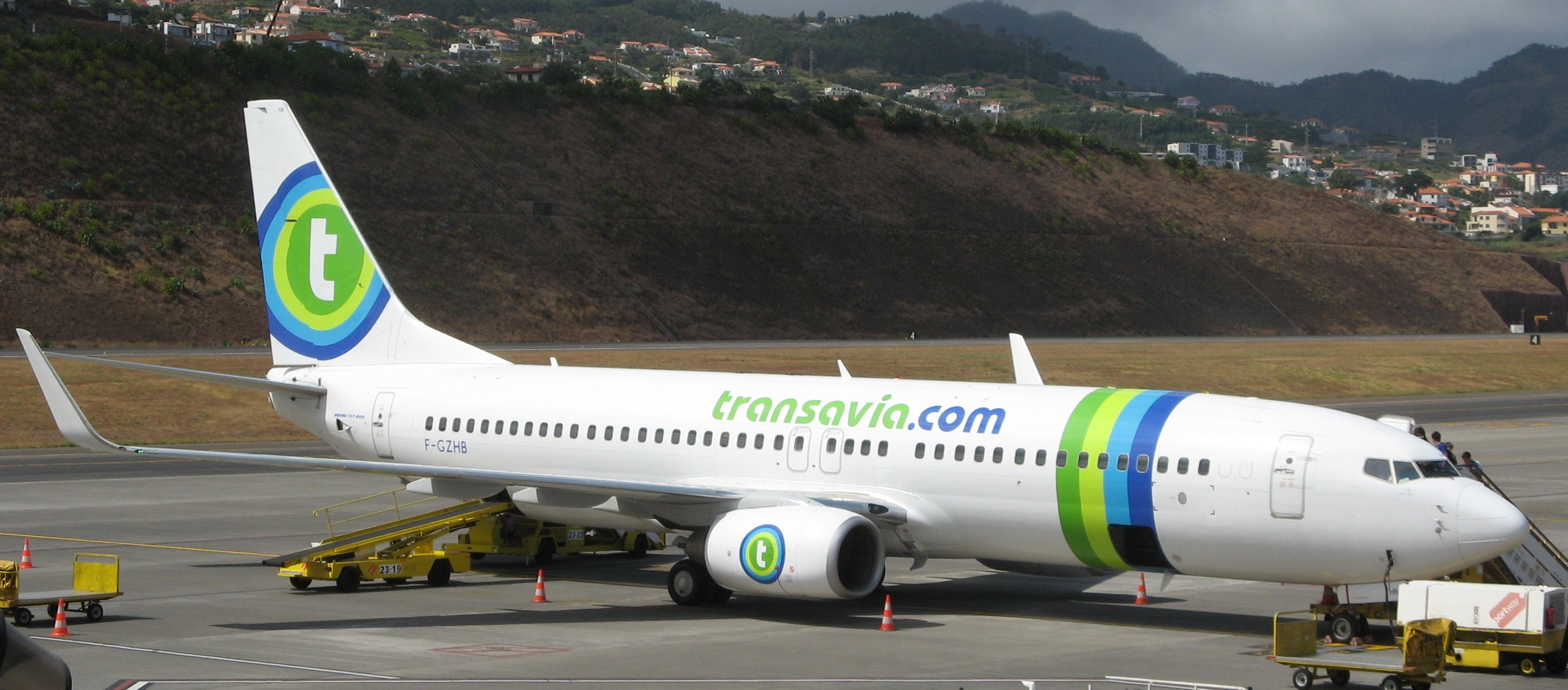
트랜스아비아닷컴 프랑스의 보잉 737-800
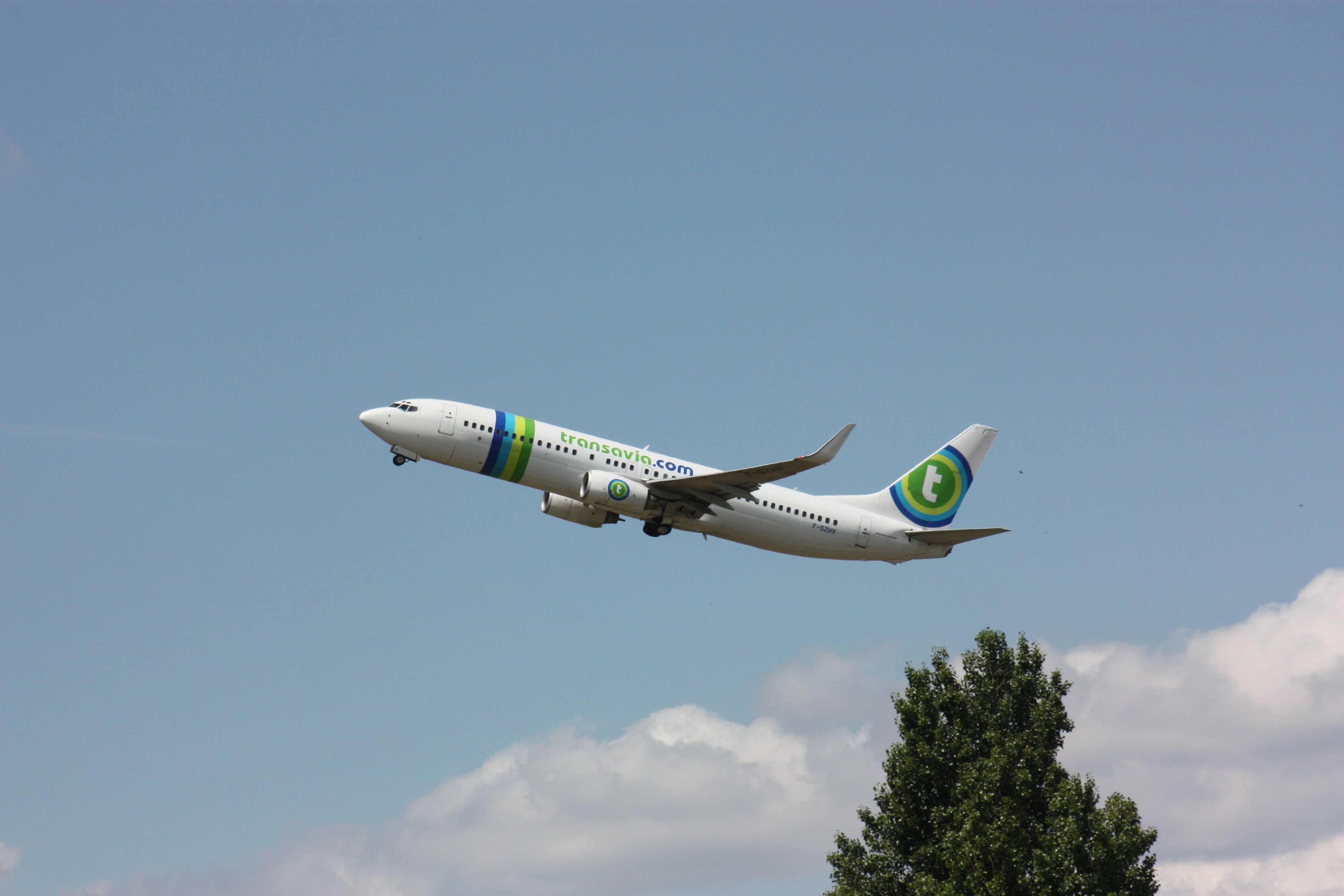
트랜스아비아닷컴 프랑스의 보잉 737-800